# Бурчацька сільська рада
| Бурчацька сільська рада — колишній орган місцевого самоврядування у Михайлівському районі Запорізької області з адміністративним центром у с. Бурчак. Сільській раді були підпорядковані населені пункти: - с. Бурчак |

## Склад ради
Рада складалася з 16 депутатів та голови.

## Керівний склад сільської ради
| ПІБ                      | Основні відомості                                                         | Дата обрання | Дата звільнення |
| ------------------------ | ------------------------------------------------------------------------- | ------------ | --------------- |
| Івченко Павло Вікторович | Сільський голова, 1966 року народження, освіта, безпартійний              | 26.03.2006   | 31.10.2010      |
| Шахова Надія Андріївна   | Сільський голова, 1958 року народження, освіта вища, член Партії регіонів | 31.10.2010   |                 |

Примітка: таблиця складена за даними джерела